# مناد تو مان
مناد تو مان: هو مفهوم التقدم في علم الأحياء التطوري
هو كتاب صدر عام 1996 عن الفكرة القديمة القائلة بأن التطور تقدمي من قبل فيلسوف علم الأحياء مايكل روس. يحلل العلاقة بين أفكار استقامة التطور في الثقافة بشكل عام وتطبيقها في علم الأحياء التطوري.

## ملخص
يستعرض روس دراسة طريقة التقدم عبر تاريخ علم الأحياء، ويستكشف الروابط بين فكرة التقدم والاعتقاد بأن التطور تقدمي (استقامة التطور). يناقش بأنه منذ بداية القرن التاسع عشر، جاء تشارلز داروين ليقترح أن الانتقاء الطبيعي دفع الأنواع إلى «مرحلة أعلى من الكمال»،  القفز من التقدم النسبي إلى التقدم المطلق. ويجادل روس بأنه قد تبعه في هذا العديد من علماء الأحياء اللاحقين. أجرى روس مقابلات مع علماء الاحياء التطوري المشهورين مثل إرنست ماير، وجون ماينارد سميث، وستيفن جاي جولد، وإي أو ويلسون، وكلاهم يعرب عن آرائهم ويعطي رأيه الخاص حول مدى تقدمهم.

## الرسوم التوضيحية
الكتاب مُزود برسوم توضيحية بصور لشخصيات رئيسية، مثل هنري فيرفيلد أوزبورن وسيوال رايت، وبعض الرسومات مثل التيتانوثر، وهو حيوان استخدمه أوزبورن لتوضيح «التطورالجيني التقويمي الذي يتجاوز الحد الأمثل للتكيف»  وهناك بعض الرسوم التخطيطية مثل «علم تطور السلالات» لويليام بيتسون، وهي شجرة الحياة المقترحة لبعض الحيوانات اللافقارية.

## تاريخ النشر
تم نشركتاب مناد تو مان لأول مرة في مطبعة جامعة هارفارد بأغلفة من القماش في عام 1996. وقد أنتجوا أول طبعة غلاف ورقي في عام 2009.

## افتتاحية

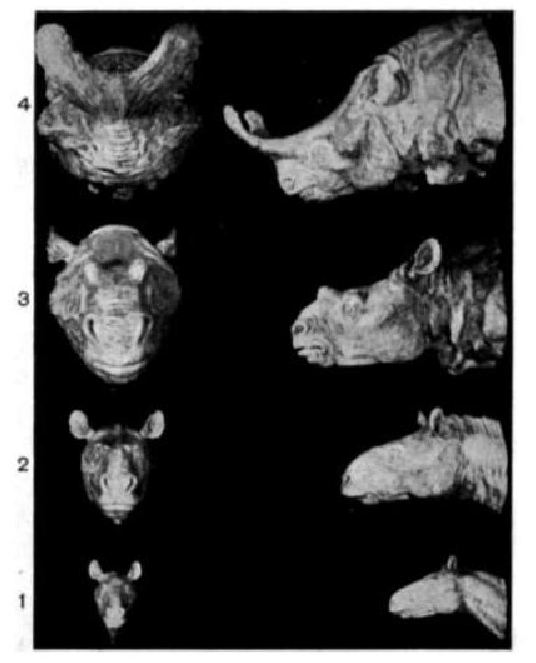
يناقش روس نسخة هنري فيرفيلد أوزبورن عام 1934 من عملية استقامة التطور. افترض أوزبورن أن قرون التيتانوثرس تطورت تدريجياً إلى شكل باروكي ، بعيدًا عن الحد الأمثل للتكيف.

ويشير ماكاراند بارانجابي، في «مقال تمهيدي» للجمعية الدولية للعلوم والدين، إلى أن روس كان «شاهدًا رئيسيًا» في قضية المحكمة عام 1982 التي قررت أن محاولة أركنساس لحظر تدريس التطور في المدارس كانت غير دستورية. ويكتب بارانجابي أن روس يجادل بأن علم الأحياء التطوري كان علمًا غير ناضج «منذ اكثرمن 150 عامًا»، لأنه كان مرتبط بفكرة التنوير عن التقدم. ويشير إلى أن روس «بانها تتمحور حول أوروبا بشكل غير اعتذاري، وغير انعكاسي»، متجاهلاً المفكرين غير الغربيين مثل سري أوروبيندو، ويشير إلى أن روس ينتهي بالتنبؤ بأن «التقدم سيستمر في التلاعب بالنظرية التطورية» لأنه كما يوضح روس، فإن إيمان دعاة التطور في التقدم العلمي يتحول بسهولة إلى «الايمان بالتقدم العضوي».
يلاحظ فيلسوف العلوم رون أموندسون، وهو يراجع كتاب المجلة البريطانية لفلسفة العلوم ، أن روس شكر إدوارد أوسبورن ويلسون على حثه على "تأليف كتاب كبير حقًا"، واقتبس من بيتر جي بولر كتاب عن حالة نظرية التطورالتي من المؤكد أنها ستكوموضع جدل ". يلاحظ أموندسون ادعاءات روس بأن علم الأحياء التطوري كان يُنظر إليه دائمًا على نحو مريب على أنه تخصص علمي محترف، وتتمثل فرضية روس في أن هذا يرجع إلى أنه كان دائمًا مرتبطًا "بمفاهيم التقدم المتحيزة ثقافيًا". ما إذا كان هذا في الواقع "سيئًا"، كما يقترح أموندسون، لا اهمية له تقريبًا طالما علماء الأحياء يعتقدون ذلك، ولكن نظرًا لأن الأحكام المعيارية (القيمية) مثل الاحكام المتعلقة بالتقدم لا يمكن استنباطها من الملاحظة، فهي من وجهة نظر منهجية لا تشكل جزءًا من العلم. ومع ذلك، يجادل بأن روس هو فيلسوف تحليلي وتجريبي، وليس اجتماعياً على الإطلاق. يرى أموندسون أن طريقة تعامل روس مع التقاليد المورفولوجية "أقل إرضاءً" من التعامل مع التقاليد الداروينية المتكيفة، ويشك في ما إذا كان ريتشارد أوين متقدمًا اجتماعيًا لمجرد تأثره بالفلسفة الطبيعية . يقارن روس بشكل غير موات مع بيتي سموكوفيتيس  "القلق المهووس بالتأريخ"، ويطلق على أسلوب الكتابة لدى روس بأنه "خداع، غير واع، متشبت برأيه " ويجد روس ساخراً، "نادرًا ما يكون مراقبًا محايدًا". من ناحية أخرى، يلاحظ أن روس منفتح تمامًا عندما "يشعر" (يخمن) شيئًا ما. يستنتج أموندسون أن روس أثبت بالتأكيد أن التطور والتقدم "مرتبطان ارتباطًا وثيقًا"، وأن روايته للناس والأفكار "غنية ومقنعة"، لكنه يرى ان ادعاء روس بأن علم الأحياء قد تأثر بإحراج علماء الأحياء من هذا الارتباط.
يلاحظ عالم الأحياء والفيلسوف مايكل جيزلين أن علماء الأحياء يتفقون على أن هناك تقدمًا في علم الأحياء والتكنولوجيا، وأن علماء التشريح «لا يبدون مستاءين جدًا من فكرة» شيء يشبه إلى حد كبيرمثل هذا النوع من التقدم في التطور، لكن علماء الأحياء واجهوا صعوبة في إيجاد نظرية التقدم التي لم تؤد إلى مشاكل مع الأيديولوجيا و «الميتافيزيقيا السيئة». ينتقد روس بسبب «التعصب الأكاديمي» «الصحيح سياسياً»، ويختلف مع رواية روس حول علم الوراثة، ويتهمه بـ «التجاهل التام للعمل الحديث لكارل ووز»، وإهمال البيانات التي تتعارض مع أطروحته. ومن المفارقات، ومن وجهة نظر جيزلين، أن نموذج روس المعرفي للعلم يعتمد على فكرة التقدم.